# آدم جيلكرست
آدم جيلكرست (بالإنجليزية: Adam Gilchrist)‏ (و. 1969  م) هو لاعب كريكت أسترالي، ولد في Bellingen, New South Wales ‏، شارك في دورة ألعاب الكومنولث 1998.

## التعليم
تعلم في Kadina High Campus ‏
.

## جوائز
حصل على جوائز منها:
- معين للحصول على نيشان أستراليا في 14 يونيو 2010[1]
- لاعب كريكت ويسدن للسنة  [لغات أخرى]‏